# Tecnologia appropriata
Si definisce tecnologia appropriata qualsiasi oggetto, processo, idea o pratica che migliora il benessere umano attraverso la soddisfazione dei suoi bisogni; l'utilizzo del termine "appropriata" fa riferimento alla compatibilità e coerenza della tecnologia in questione con le condizioni culturali, sociali, politiche ed economiche locali, all'utilizzo di materiali e risorse energetiche disponibili localmente, così come di strumenti e processi mantenuti e controllati operativamente dalla popolazione locale.

## Origine del concetto
Sebbene abbia le sue radici già nel pensiero economico di Mahatma Ghandi, il concetto è stato proposto dall'economista Ernst F. Schumacher, assimilandolo all'idea di una tecnologia intermedia di compromesso fra la rudimentale tecnologia in uso presso le popolazioni indigene dei paesi cosiddetti meno sviluppati, poco adatta a garantire il pieno soddisfacimento dei bisogni umani fondamentali, e una tecnologia moderna di tipo capitalista, certamente più efficiente ma foriera in ultima istanza di dinamiche socio-economiche distruttive per il benessere delle popolazioni locali. In particolare, per Schumacher la tecnologia intermedia si caratterizzava per essere su piccola scala anziché su grande scala, economica anziché costosa, ecologicamente sicura anziché pericolosa, a minor anziché maggior consumo energetico, poco anziché molto inquinante, nonviolenta anziché violenta sulla natura, decentralizzata anziché centralizzata, semplice anziché complessa, richiedente impiego intensivo di lavoro anziché di capitale, compatibile anziché incompatibile con i bisogni umani, garante di un uso reversibile anziché non reversibile dei materiali.

## Sviluppi recenti
Il concetto di tecnologia appropriata ha recentemente trovato applicazione all'interno del movimento dell'Open Design, incentrato sulla libera condivisione delle informazioni necessarie alla progettazione e realizzazione di prodotti, oggetti o sistemi: la Open source appropriate technology (OSAT) si riferisce quindi a oggetti, processi, idee o pratiche che si mostrino rispettose del contesto di produzione e fruizione, e al contempo non impongano vincoli in termini di proprietà intellettuale che favoreggino il profitto di chi idea a discapito dell'immediata, accessibile e diffusa diffusione.